# Aeronomia
L'aeronomia è la branca della chimica dell'atmosfera e della fisica atmosferica che studia l'alta atmosfera terrestre e per estensione le corrispondenti regioni atmosferiche degli altri pianeti. Nel dettaglio, l'aeronomia ha come oggetto lo studio dei moti, della composizione e delle proprietà chimiche dell'alta atmosfera, terrestre o di altri pianeti, e delle sue interazioni con lo spazio interplanetario.

## Storia
Il matematico Sydney Chapman utilizzò per primo il termine "aeronomia" per descrivere lo studio dell'alta atmosfera terrestre in una lettera del 1946 indirizzata al redattore di Nature. Il termine divenne ufficiale nel 1954, in seguito all'adozione da parte dell'Associazione internazionale di geodesia e geofisica. Il termine venne in seguito esteso, venendo a indicare anche lo studio delle corrispondenti atmosfere di altri pianeti.

## Branche
L'aeronomia può essere suddivisa in tre principali branche: l'aeronomia terrestre, l'aeronomia planetaria e l'aeronomia comparata.

### Aeronomia terrestre
L'aeronomia terrestre si occupa principalmente dell'alta atmosfera terrestre, che si estende dalla stratopausa al confine dell'atmosfera con lo spazio esterno. Sono quindi oggetto di studio della disciplina la mesosfera, la termosfera, l'esosfera e la ionosfera. L'aeronomia terrestre si differenzia dalla meteorologia per l'oggetto degli studi, in quanto quest'ultima studia la bassa atmosfera, che comprende la troposfera e la stratosfera. Una ripartizione alternativa dell'atmosfera suddivide quest'ultima in tre parti invece che due, rispettivamente bassa (comprendente la troposfera), media (stratosfera e mesosfera) e alta (termosfera ed esosfera) atmosfera. Tale suddivisione non influisce sull'oggetto di studio dell'aeronomia, vale a dire la porzione di atmosfera situata al di sopra della stratopausa, né su quello della meteorologia, quella al di sotto di essa. Nonostante l'aeronomia terrestre e la meteorologia fossero in passato campi di studi completamente distinti, a partire dai primi anni novanta la cooperazione tra le due scienze è notevolmente aumentata, grazie a scoperte scientifiche effettuate in tale periodo, le quali hanno dimostrato la capacità delle due atmosfere di influenzarsi l'un l'altra fisicamente, chimicamente e biologicamente.

### Aeronomia planetaria
L'aeronomia planetaria si occupa delle regioni delle atmosfere di pianeti all'infuori della Terra. corrispondenti alla mesosfera, alla termosfera, all'esosfera e alla ionosfera di quest'ultima. Talvolta l'intera atmosfera di un pianeta può corrispondere all'alta atmosfera terrestre o a parte di essa. Gli aeronomi planetari si servono di telescopi, telescopi spaziali e sonde spaziali che sorvolano, orbitano, o atterrano sugli altri pianeti per raccogliere dati relativi alla loro atmosfera per mezzo di strumenti come interferometri, spettrometri, magnetometri, e coppe di Faraday e tecniche come l'occultazione radio. Originariamente l'aeronomia planetaria si limitava a studiare le atmosfere dei pianeti del sistema solare. Nel 1995, tuttavia, la scoperta degli esopianeti  ha espanso il campo di studi, estendendosi anche alle atmosfere dei pianeti che orbitano intorno ad altre stelle.

### Aeronomia comparata
L'aeronomia comparata si serve delle rilevazioni e delle scoperte dell'aeronomia terrestre e dell'aeronomia planetaria (campi di studi tradizionalmente separati) per mettere a confronto le caratteristiche dell'alta atmosfera della Terra con le atmosfere degli altri pianeti, e queste ultime tra di loro. La finalità di tale confronto è l'identificazione e la descrizione dei fenomeni chimici, magnetici e termodinamici che influenzano la creazione, l'evoluzione, la diversità e la scomparsa delle atmosfere.